# Karol Nittman
Karol Jan Nittman, właśc. Nittmann (ur. 6 maja 1863 w Brzeżanach, zm. 13 marca 1929 we Lwowie) – polski nauczyciel.

## Życiorys
Karol Nittman urodził się 6 maja 1863 w Brzeżanach. Był wyznania rzymskokatolickiego. W 1882 zdał egzamin dojrzałości C. K. Gimnazjum w Brzeżanach. Początkowo studiował prawo na Uniwersytecie Wiedeńskim od 1882 do 1883, które kontynuował od 1883 do 1884 na Wydziale Prawa Uniwersytetu Lwowskiego. Następnie studiował na Wydziale Filozoficznym Uniwersytetu Lwowskiego od 1885 do 1888, specjalizując się w historii oraz w geografii pod kierunkiem profesorów Ludwika Finkela i Aleksandra Semkowicza. W 1888 był aplikantem w Zakładzie Narodowym im. Ossolińskich. W maju 1898 uzyskał doktorat filozofii na Uniwersytecie Lwowskim. Latem 1898 odbył podróż do Danii.
20 stycznia 1891 podjął pracę nauczyciela. Z III Gimnazjum im. Franciszka Józefa we Lwowie reskryptem z 25 lipca 1892 został przeniesiony do C. K. V Gimnazjum we Lwowie (w związku z przekształcenia tej szkoły z filii w samodzielne niższe gimnazjum). Tam uczył do 1895. Stamtąd jako egzaminowany zastępca nauczyciela 5 lipca 1895 został przydzielony do C. K. IV Gimnazjum we Lwowie. Tam uczył historii, geografii, języka polskiego. 22 czerwca 1896 złożył egzamin nauczycielski. W drugim półroczu 1896/1897 był ciężko chory i niezdolny do pracy. 20 września 1897 został mianowany nauczycielem rzeczywistym i przeniesiony na posadę nauczyciela głównego w C. K. Seminarium Nauczycielskim Męskim we Lwowie. Od 1900 do 1912 uczył w Seminarium Nauczycielskim Żeńskim Zofii Strzałkowskiej we Lwowie. Od 1912 do 1913 był dyrektorem Seminarium Nauczycielskiego Męskiego w Stanisławowie. W tym czasie  w Stanisławowie pełnił funkcję zastępcy dyrektora Komisji Egzaminacyjnej dla Nauczycieli i Nauczycielek Szkół Wydziałowych i Ludowych Pospolitych oraz jako reprezentant zawodu nauczycielskiego był członkiem Rady Szkolnej Okręgowej. Był też historycznie pierwszym dyrektorem Seminarium Nauczycielskiego Męskiego oo. Dominikanów w Czortkowie, założonego w 1909. 1 maja 1913 w Krakowie zdał egzamin nauczycielski uzupełniający z filologii ruskiej. Był dyrektorem Seminarium Nauczycielskiego Męskiego we Lwowie przy ulicy Nabielaka 67. W 1918 był dyrektorem Seminarium Nauczycielskiego Żeńskiego we Lwowie z językiem polskim i ruskim wykładowym. Do 1918 był jednym z zastępców dyrektora C. K. Komisji Egzaminacyjnej dla Nauczycieli Szkół Powszechnych we Lwowie.
Po odzyskaniu przez Polskę niepodległości i nastaniu II Rzeczypospolitej pozostawał jednym z zastępców dyrektora polskiej Państwowej Komisji Egzaminacyjnej dla Nauczycieli Szkół Powszechnych we Lwowie. Zasiadał też w Komisji Egzaminacyjnej dla egzaminów eksternów na Wyższym Kursie Nauczycielskim. W latach 20. był dyrektorem Państwowego Seminarium Nauczycielskiego Żeńskiego im Adama Asnyka we Lwowie przy ulicy Sakramentek 7, gdzie uczył geografii oraz kierownikiem działającego pod tym samym adresem Państwowego Seminarium dla Ochroniarek. Ze stanowiska dyrektora Seminarium Nauczycielskiego Żeńskiego im Adama Asnyka we Lwowie 29 maja 1926 został przeniesiony na własną prośbę w stan spoczynku, a przy tej okazji Minister Wyznań Religijnych i Oświecenia Publicznego wyraził uznanie za nader gorliwą i owocną pracę na polu szkolnictwa oraz podziękowanie za celową i wybitną działalność narodowo-społeczną. Jako emerytowany dyrektor seminarium od roku szkolnego 1926/1927 pracował w Zakładzie Naukowym Żeńskim im. Zofii Strzałkowskiej we Lwowie, gdzie w Prywatnym Gimnazjum uczył historii i geografii, a ponadto 16 sierpnia 1926 został potwierdzony na stanowisku dyrektora tamtejszego Seminarium Nauczycielskiego Żeńskiego, a ponadto był dyrektorem otwartego 1 października 1926 Seminarium Ochroniarsko-Gospodarczego. W trakcie lat swojej pracy w seminariach był wychowawcą wielu pokoleń nauczycielek.

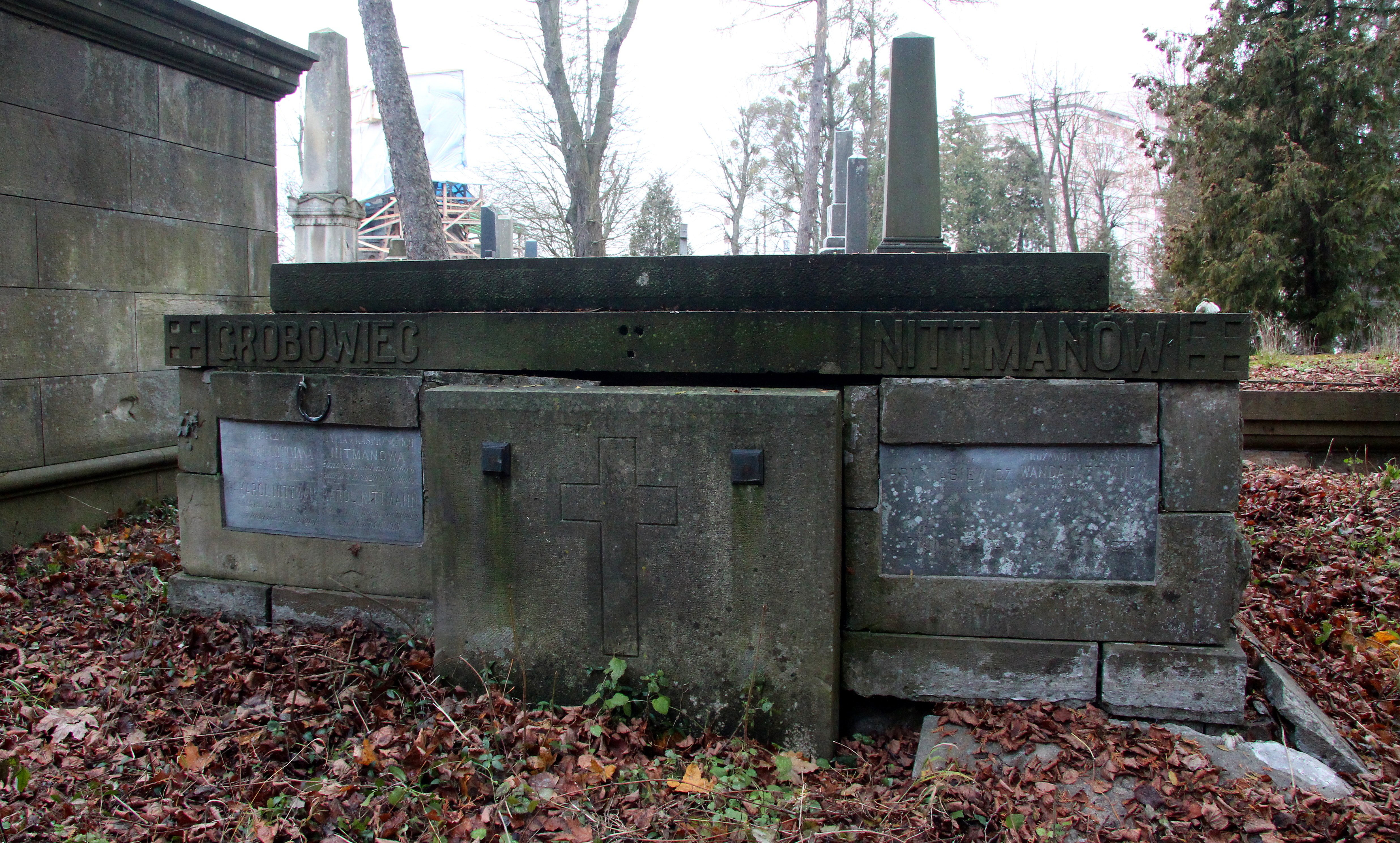
Grobowiec rodziny Nittmanów

Ponadto był aktywnym prelegentem w zakresie geografii ziem polskich w ramach Powszechnych Wykładach Uniwersyteckich, odwiedzając w tym celu nierzadko tereny prowincjonalne (np. Wołyń) i gromadząc podczas prelekcji tłumy uczestników (według statystyk średnio ok. 250 słuchaczy). Od 1899 do 1900 był członkiem wydziału Towarzystwa Nauczycieli Szkół Wyższych. Należał do Towarzystwa Historycznego. Działał w Towarzystwie Zabaw Ludu i Młodzieży. W latach 20. był członkiem komisji rewizyjnej zarządu Okręgu Lwowskiego Towarzystwa Nauczycieli Szkół Średnich i Wyższych. Ponadto należał do sekcji seminaryjnej TNSW i był prezesem zarządu okręgu tejże do 2 lutego 1927, gdy został wybrany członkiem zarządu. Był członkiem komisji rewizyjnej Zarządu Głównego Zrzeszenia Polskich Nauczycieli Geografii, w 1926 uczestniczył w II Zjeździe Ogólnopolskim Nauczycieli Geografii. Udzielał się także jako literat i publicysta. Był autorem prac historycznych oraz z dziedziny pedagogiki i geografii. Uchodził za znawcę literatury dla dzieci i młodzieży. Był członkiem komisji rewizyjnej wydziału Towarzystwa Dziennikarzy Polskich we Lwowie. Był współpracownikiem pism ze Lwowa, Krakowa, Poznania.
Zmarł 13 marca 1929 we Lwowie w wieku 65 lat. Został pochowany w grobowcu rodzinnym na Cmentarzu Łyczakowskim we Lwowie 16 marca 1929. Od 21 stycznia 1891 był żonaty z Wandą z domu Poznańską, po pierwszym mężu Liberman (1867-1931, początkowo aktorka teatralna, w latach 20. uczyła w oddziałach równorzędnych Państwowego Seminarium Nauczycielskiego Żeńskiego), z którą miał syna Tadeusza (1896-1942, oficer, literat) i córkę.

## Publikacje
- Kilka uwag o  celu i metodzie gimnazjalnej nauki geografii (1894)
- Geneza kwestyi oryentalnej i jej rozwój aż do bitwy pod Mohaczem w roku 1526 (1896, także w: Sprawozdanie Dyrektora C. K. IV. Gimnazyum we Lwowie za rok szkolny 1896)[53]
- Geografia w gimnazyach naszych. Uwagi o dzisiejszych celach i metodzie w udzielaniu tej nauki (1896)
- Z wycieczki do Danii i Kopenhagi. Garstka wspomnień (1899)
- Za świętą sprawę (opowiadanie na tle powstania z 1831 r.) (1901)
- Jan Kiliński, szewc, pułkownik wojsk polskich w roku 1794. Opowieść historyczna (1903)
- Tadeusz Kościuszko i jego sławna bitwa pod Racławicami (1906, wyd. 2)
- Jan Kiliński, szewc, pułkownik wojsk polskich w roku 1794. Opowieść historyczna (1909)
- Jan Kiliński. Opowieść historyczna (1924)
- Konfederacja barska i jej bohaterowie (1924)
- Lwowskie Ossolineum. W setną rocznicę powstania (w: „Przyjaciel Szkoły” nr 11 z 1928)[54]
- O hetmanie Zamoyskim[33][34]
- Grześ w legionach polskich[33][34]
- Literatura dla młodzieży jako czynnik wychowawczy[33][34]
- Objaśnienia do tablic poglądowych prof. Cybulskiego[33]

## Odznaczenia austro-węgierskie
- Medal Jubileuszowy Pamiątkowy dla Cywilnych Funkcjonariuszów Państwowych (przed 1914)[16].
- Krzyż Jubileuszowy dla Cywilnych Funkcjonariuszów Państwowych (przed 1914)[23].